# Cshonggu állomás
Cshonggu (Cheonggu) állomás metróállomás a szöuli metró 5-ös és 6-os vonalán, Csung-ku (Jung-gu) kerületben.

## Viszonylatok
| 5-ös vonal                                                                  | 5-ös vonal | 5-ös vonal                                                                  |
| --------------------------------------------------------------------------- | ---------- | --------------------------------------------------------------------------- |
| Tongdemun (Dongdaemun) történelmi és kulturális park Panghva (Banghwa) felé | fő vonal   | Singumho (Singeumho) Szangil-tong (Sangil-dong) vagy Macshon (Macheon) felé |
| 6-os vonal                                                                  |            |                                                                             |
| Jakszu (Yaksu) Ungam (Eungam) felé                                          | fő vonal   | Sindang Sinne (Sinnae) felé                                                 |